# Françoise Boudet
Pour les articles homonymes, voir Boudet.
 (juin 2015).
Si vous disposez d'ouvrages ou d'articles de référence ou si vous connaissez des sites web de qualité traitant du thème abordé ici, merci de compléter l'article en donnant les références utiles à sa vérifiabilité et en les liant à la section « Notes et références ».
Françoise Boudet, née le 20 septembre 1925 à Paris et morte le 20 juin 2012 à Villeneuve-Saint-Georges, est une peintre et graveuse française.

## Biographie
Françoise Boudet naît à Paris le 20 septembre 1925.
Dotée de dons précoces pour le dessin et la peinture, Françoise Boudet, après quelques études dans une école de publicité et de décoration, est admise en 1948 à l'École des beaux-arts de Paris dans l'atelier d'Eugène Narbonne pour la peinture, et dans celui de René Jaudon pour la gravure. Elle concourt en 1950 pour le prix de Rome de peinture, qu'elle obtient ex-æquo avec Robert Savary, avec Dans la nature des jeunes filles expriment le retour du printemps, et devient pensionnaire de la villa Medicis à Rome de 1951 à 1954. En 1956, elle est lauréate de la Casa de Velázquez dont elle est pensionnaire à Madrid de 1956 à 1958.
Titulaire du diplôme national supérieur d'arts plastiques, Françoise Boudet est, de 1964 à 1984, professeur de dessin et de peinture à l'École des beaux-arts de Valenciennes, où son enseignement est caractérisé à la fois par la rigueur de l'apprentissage et une grande liberté créatrice laissée à ses élèves[réf. nécessaire].
Françoise Boudet meurt le 20 juin 2012 à Villeneuve-Saint-Georges,.

## Collections publiques
Espagne
- Madrid, collections de la Casa de Velázquez.

France
- Allevard, établissement thermal : peinture murale pour le hall d'accueil, 1961[Notes 3].
- Avignon, usines Schweppes : mur en dalles de verre, 1970.
- Coutances, lycée mixte : peinture murale, 1965.
- Montbéliard, lycée Cuvier : Hommage à Cuvier, 1964, peinture murale .
- Paris, École nationale supérieure des beaux-arts.
- Puteaux, Fonds national d'art contemporain.
- Valenciennes, musée des Beaux-Arts.

Republique d'Irlande
•Letterkenny, Glebe Gallery (en), Derek Hill Collection
Angleterre 
- Harrogate, Mercer Art Gallery.

## Principales expositions d'œuvres de l'artiste
- 1945 : 56e exposition de la Société des artistes indépendants.
- 1946-1948 : Salon d'automne.
- 1946-1949 : expositions collectives, galerie Malaval, Lyon.
- 1951-1953 : expositions collectives à l'École nationale supérieure des beaux-arts de Paris.
- 1953 : exposition collective à Milan.
- 1954 : exposition des lauréats du prix de Rome, Académie de France à Rome, villa Médicis, Rome.
- 1955 : expositions collectives à Paris, galerie Dauphine et galerie Charpentier, exposition Découvrir.
- 1958 : Salon d'automne.
- 1959 : exposition collective, Contemporary Art Society, Londres.
- 1963 : exposition collective, galerie Collin, Paris.
- 1965 : exposition collective, Hommage des peintres aux poètes de la nature, Provins.
- 1967 : exposition individuelle, galerie Katia Granoff, Paris.
- 1968 : exposition collective au moulin de Vauboyen.
- 1973 : exposition avec le graveur Georges Arnulf, galerie Claude Jory, Paris.
- 1977 : exposition collective, Les cinquante derniers Premiers Grands Prix de Rome, Antibes, musée Picasso.
- 1988 : exposition collective itinérante, Féminins Singuliers, dans le Nord, à Denain, Hautmont et Anzin.
- 1990 : exposition collective, Féminins Singuliers, Denain.
- 1991 : exposition personnelle, galerie Bernanos, Paris.
- 1992 : Salon comparaisons au Grand Palais, Paris.
- 1992 : exposition collective, 4e Salon de Printemps, Espace Alain Poher, Ablon-sur-Seine.
- 1992 : exposition personnelle à Anzin (Nord).
- 1992 : exposition collective, La Quinzaine espagnole, Espace Alain Poher, Ablon-sur-Seine.
- 2004 : exposition collective, The glory of the garden : flowers and gardens in art, Mercer Art Gallery, Harrogate (Royaume-Uni).
- 2005 : exposition collective, Face to face, Mercer Art Gallery, Harrogate.
- 2013 : exposition collective, The People's Choice, from The Harrogate Fine Art Collection, Mercer Art Gallery.
- 2019 : exposition collective Modernités, Acquisitions contemporaines, musée des Beaux-Arts de Valenciennes.
- 2023 : exposition collective " Now you see me : Faces and Bodies from Harrogate's Fine Art Collection", Mercer Art Gallery.

## Élèves notables
- Philippe Le Gall